# Drijfzand (film)
Drijfzand is een Nederlandse film uit 2004 van Kees Vlaanderen, en is uitgebracht als Telefilm. Het is gebaseerd op een verhaal van Kees Vlaanderen.

## Verhaal
De film draait om een vader en een zoon die samen op de boerderij werken en de passie van voetbal met elkaar delen. Frits jr is zelf ook voetballer en heeft de kans een profcontract af te dwingen bij de jeugd van NEC. Hiermee dreigt Frits sr de grip op zijn zoon te verliezen, en vertelt hem over zijn moeder die niet tijdens de bevalling van Frits jr is gestorven, maar de boerderij heeft verlaten omdat ze niet kon aarden. Frits jr gaat dan op zoek naar zijn moeder.

## Rolverdeling
- Johnny de Mol ..Frits jr.
- Dimme Treurniet ..Frits sr.
- Nienke Römer ..Marianne
- Celia Nufaar ..Moeder Frits
- Helmert Woudenberg ..Vader Frits
- Micha Hulshof ..Paul
- Titus Muizelaar ..Trainer van Marlo
- Touriya Haoud ..Verslaggeefster
- Jack van Gelder ..Verslaggever

## Trivia
- Het was de eerste hoofdrol voor Johnny de Mol.